# 小行星3551
小行星3551（英語：3551 Verenia）是一颗围绕太阳公转的小行星。1983年9月12日，R. S. Dunbar在帕洛马山发现了此天体。
这颗小行星的绝对星等为193.221002741086等。